# موجودیت
موجودیت یا هستار (به انگلیسی: Entity) به چیزی خیالی یا واقعی گفته می‌شود که فی نفسه و بالذات- به صورت بالفعل یا بالقوه، عینی یا انتزاعی، فیزیکی یا غیرفیزیکی- وجود دارد. لازم نیست از جنس وجود مادی باشد. به طور خاص، انتزاعات و داستان های حقوقی معمولاً به عنوان موجودیت در نظر گرفته می شوند. به طور کلی، هیچ پیشفرضی وجود ندارد که یک entity جاندار یا حیّ و حاضر باشد.
این اصطلاح دامنه وسیعی دارد و ممکن است به حیوانات اشاره داشته باشد. ویژگی های طبیعی مانند کوه ها؛ اشیاء بی جان، اعداد یا مجموعه ها به عنوان نمادهای نوشته شده روی کاغذ؛ تدبیرهای انسانی مانند قوانین، شرکت ها و رشته های دانشگاهی؛ یا موجودات فراطبیعی مانند خدایان و ارواح. بنابراین می توان معادل های مختلفی برای آن در نظر گرفت: «وجود، موجود، هستی (به ویژه اگر مستقل و خودکفا و مجزا باشد)، بود، موجودیت، شخص، شییء، چیز، باشنده، ذات، جوهر، ماهیت، نهاد، مؤسسه»
در فلسفه هستی شناسی (Ontology) مطالعۀ مفاهیم هستی و شناختِ entity هاست.
در حقوق، شخص حقوقی (legal entity) به شخصی (entity) گفته می شود که قادر به تحمل حقوق و تعهدات قانونی باشد، مانند شخص حقیقی یا شخص حقوقی (به عنوان مثال یک نهاد تجاری یا یک نهاد شرکتی).
در سیاست نیز entity به عنوان اصطلاحی برای تقسیمات سرزمینی برخی کشورها (مانند بوسنی و هرزگوین) استفاده می شود.
در اقتصاد، یک entity به فرد، سازمان، گروه یا شرکایی گفته می‌شود که می توانند به فعالیت کسب و کار بپردازند.
در پزشکی، یک disease entity، بیماری ایی ناشی از یک علت مشخص خاص یا یک فرآیند پاتولوژیک خاص است. هرچند یک disease entity با سندرم تعریف نمی شود، اما ممکن است در یک یا چند سندرم خاص ظاهر شود یا نشود.